# Lionel Simmons
Lionel James Simmons (nacido el 14 de noviembre de 1968 en Filadelfia, Pensilvania) es un exjugador de baloncesto estadounidense que jugó durante 7 temporadas en la NBA. Con 2,01 metros de altura, jugaba de alero.

## Trayectoria deportiva

### Universidad
Jugó durante cuatro temporadas con los Explorers de la Universidad de La Salle, con los que en el último año ganó los premios más importantes al mejor jugador universitario, como el Premio John R. Wooden, el Oscar Robertson Trophy o el Naismith College Player of the Year. Promedió en el total de su carrera colegial 24,6 puntos y 10,9 rebotes, anotando 3217 puntos en total, la tercera mejor marca de la NCAA de todos los tiempos.

#### Estadísticas
| Año     | Equipo   | PJ  | PT  | MPP  | %TC  | %3P  | %TL  | RPP  | APP | ROB | TPP | PPP  |
| ------- | -------- | --- | --- | ---- | ---- | ---- | ---- | ---- | --- | --- | --- | ---- |
| 1986–87 | La Salle | 33  | 33  | 38.0 | .526 | .333 | .763 | 9.8  | 1.8 | 1.6 | 1.4 | 20.3 |
| 1987–88 | La Salle | 34  | 34  | 39.0 | .485 | .250 | .757 | 11.4 | 2.5 | 2.1 | 2.3 | 23.3 |
| 1988–89 | La Salle | 32  | 32  | 38.9 | .487 | .375 | .711 | 11.4 | 3.0 | 1.7 | 1.9 | 28.4 |
| 1989–90 | La Salle | 32  | 32  | 38.1 | .513 | .477 | .661 | 11.1 | 3.6 | 1.9 | 2.0 | 26.5 |
| Total   | Total    | 131 | 131 | 38.5 | .501 | .415 | .722 | 10.9 | 2.7 | 1.8 | 1.9 | 24.6 |

### Profesional
Fue elegido en la séptima posición del Draft de la NBA de 1990 por Sacramento Kings, donde en su primera temporada fue incluido en el Mejor quinteto de rookies, tras promediar 18,8 puntos y 8 rebotes por partido. En California transcurrió toda su carrera deportiva, truncada prematuramente tras 7 temporadas debido a lesiones crónicas, que le afectaron en sus tres últimos años como profesional, bajando ostensíblemente sus estadísticas. En el total de su carrera promedió 12,8 puntos y 6,2 rebotes por partido.